# Embia larachensis
Embia larachensis is een insectensoort uit de familie Embiidae, die tot de orde webspinners (Embioptera) behoort. De soort komt voor in Marokko.
Embia larachensis is voor het eerst wetenschappelijk beschreven door Ross in 1966.